# Dschiroft-Kultur
Koordinaten: 28° 24′ 0″ N, 57° 26′ 24″ O

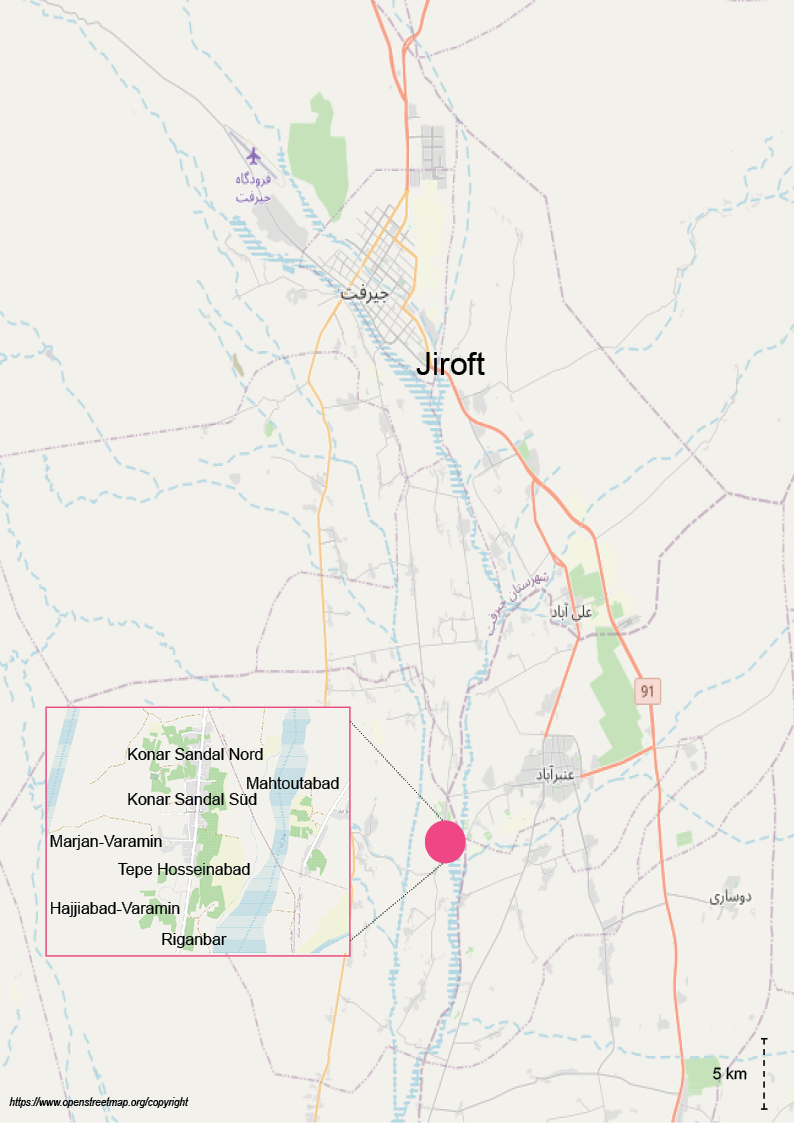
Wichtige archäologische Ausgrabungsstätten am Halil Rud südlich von Jiroft

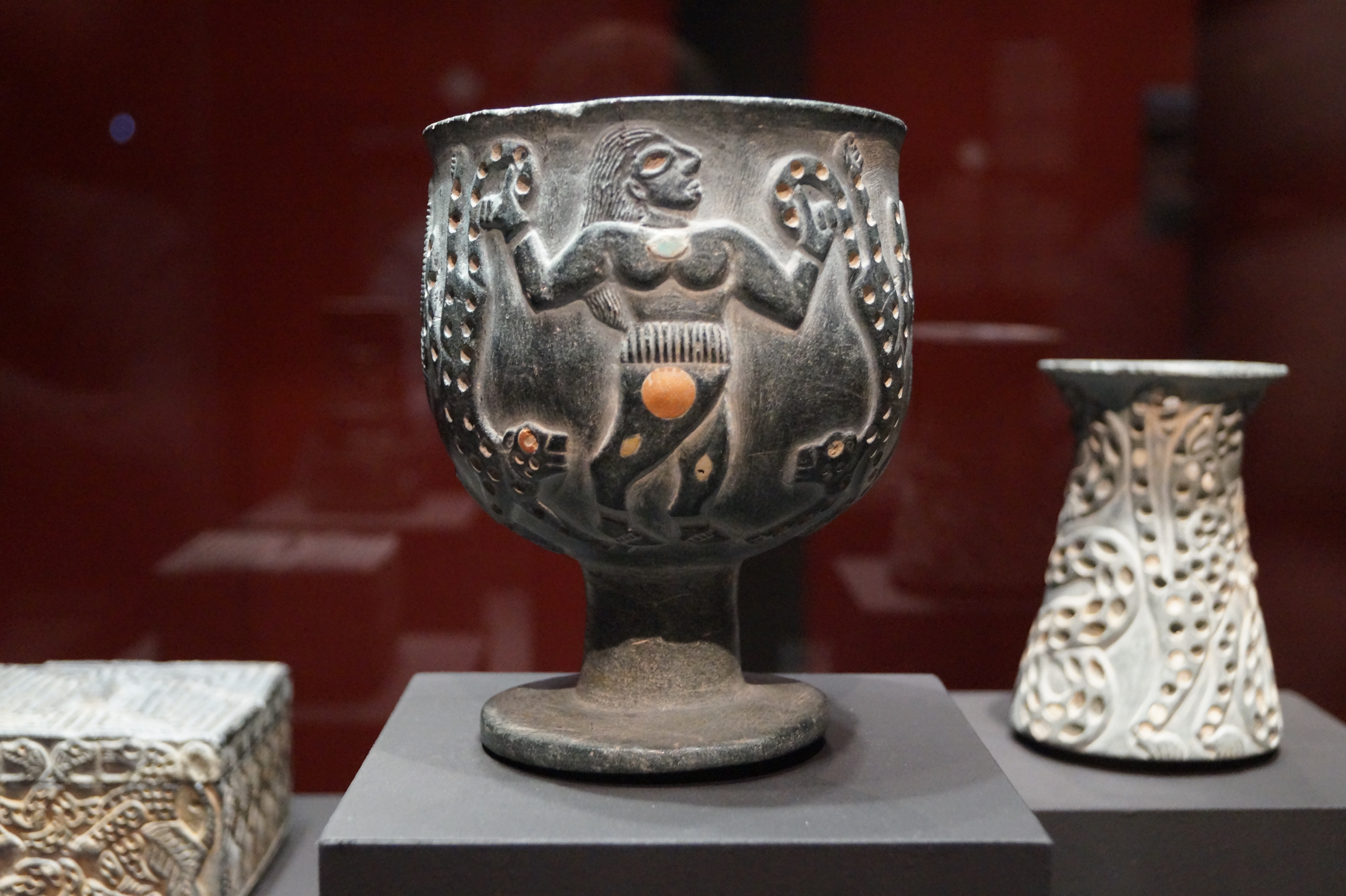
Gefäß aus der Ebene von Jiroft, ca. 2650 – 2350 v. Chr.

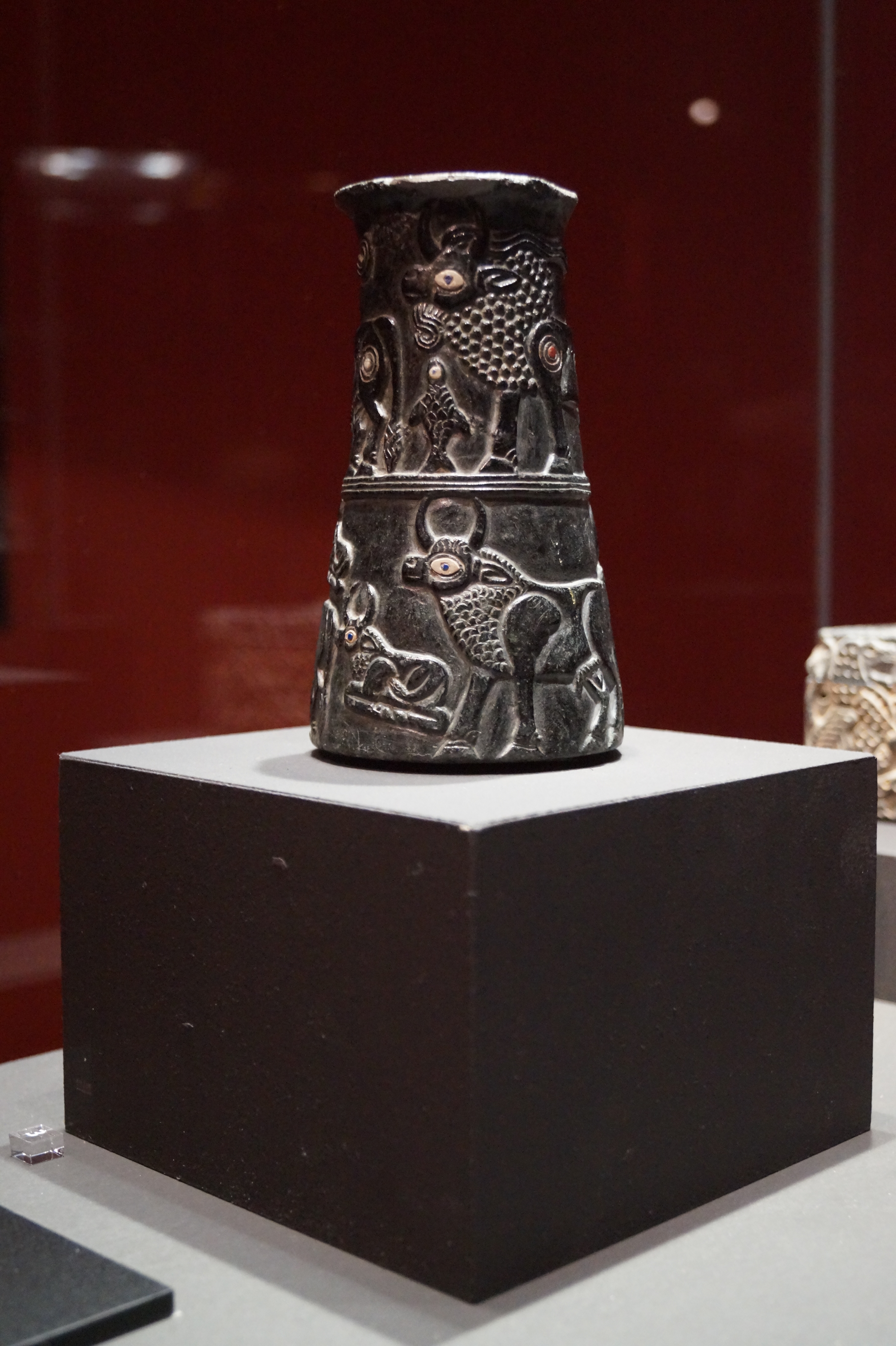
Gefäß aus der Ebene von Jiroft, ca. 2650 – 2350 v. Chr.

Als Dschiroft-Kultur (Jiroft-Kultur; dʒiːˈɾoft) wird eine archäologische Kultur im Südosten Irans bezeichnet, die ihren Höhepunkt in der Bronzezeit des späten 3. Jahrtausends v. Chr. erreichte. Das Gebiet dieser Kultur liegt in der heutigen Provinz Kerman in der Ebene des Halil Rud südlich von Jiroft. Es gibt verschiedene archäologische Stätten, die diese Kultur überliefern. Ein wichtiger Fundplatz ist Konar Sandal, der der Jiroft-Kultur den Namen gegeben hat. Weitere Fundstätten sind der Friedhof Mahtoutabad und die Stätte Hajjiabad-Varamin. Die Spuren von Besiedlungen der Jiroft-Zivilisation reichen bis ins späte 6. Jahrtausend v. Chr. zurück. Eine Besonderheit stellt die ununterbrochene Besiedlung von Hajjiabad-Varamin vom 4. bis in die zweite Hälfte des 3. Jahrtausend v. Chr. dar.

## Einleitung
Im Verlauf des Jahres 2000 begannen zahlreiche auffällige Artefakte aus Iran den Markt zu überschwemmen. Nachforschungen ergaben, dass sie aus dem Südosten Irans stammen und aufgrund von Plünderungen nach einem Hochwasserereignis auf dem internationalen Markt landeten. Am auffälligsten waren Gefäße aus Steatit und Chlorit, die mit aufwendigen Figuren, pflanzlichen und architektonischen Elementen und farbigen Halbedelsteinen verziert waren. Seit 2000 wurden viele solche Gefäße durch die iranischen Behörden konfisziert. Sie befinden sich heute in den Museen von Jiroft, Kerman, Yazd und im Iranischen Nationalmuseum in Teheran.
2001 wurden die Plünderungen gestoppt und um weitere Schäden zu verhindern, genehmigte das Ministerium für Kulturerbe, Tourismus und Handwerk umfangreiche Untersuchungen der Gegend. Die archäologischen Grabungen beschränkten sich in einer ersten Phase auf die Standorte südlich von Jiroft und dehnten sich zunehmend auf andere Ebenen, das umliegende Gebirge bis zum Persischen Golf aus.

## Topologie der archäologischen Standorte
Die Ebene von Jiroft, durch die der Halil Rud fließt, liegt nahe einer Bergkette mit einer Höhe bis zu 3500 m. Sie verfügt über relativ reiche sowohl unter- wie oberirdische Wasservorkommen. Bei starkem Schneefall und Regen tritt der Halil Rud mehrmals pro Jahr über die Ufer und überschwemmt die Ebene. Geomorphologische Untersuchungen der Flussablagerungen haben ergeben, dass der Verlauf des Halil Rud vor dem 2. Jahrtausend v. Chr. weiter westlich gelegen haben muss. So führt der heutige Verlauf des Flusses mitten durch den archäologischen Friedhof von Mahtoutabad, der auf die zweite Hälfte des 3. Jahrtausends v. Chr. datiert ist und nach einem Hochwasserereignis im Jahr 2000 n. Chr. freigelegt worden war.
Das Gebiet des Halil Rud besteht aus einem ungefähr 60 km langen und zwischen 10 und 15 km breiten Schwemmboden und enthält tiefe Ablagerungen an Schlick, Sand und Lehm. Durch die Diskontinuität der Besiedlung im Südosten Irans existieren in der Region von Jiroft nur wenige Erhebungen (Tepes) mit hoher archäologischer Akkumulierung, wie es in Mesopotamien oder Syrien der Fall ist. Tepes – oder Tol (oder Tell), Tom und Tump, wie sie in dieser Region auch genannt werden – sind normalerweise nur einige Meter hoch (1 bis 10 m). Ausnahmen bilden die Erhebungen von Konar Sandal Nord und Süd, die eine Höhe von 17 und 21 m haben. Ungefähr 300 Tells wurden gezählt. Manche sind 100 Hektaren groß. Tepes im Südosten Irans enthalten eine beschränkte Anzahl von verschiedenen Schichten von Besiedlungen. Neben diesen gibt es verstreute Anzeichen von Siedlungen, unterirdische und oberirdische Friedhöfe und Begräbniskreise. Sie sind der Beweis für die Dichte und den Umfang der Besiedlung und der Aktivitäten in dieser Region.
Wegen seinem Klima mit heißen feuchten Sommern und relativ milden Wintern sowie seiner landwirtschaftlichen Produktivität wurde die Region auch schon „kleines Mesopotamien“ genannt.

## Entwicklung der Besiedlung
Die Region südwestlich von Jiroft weist mehrere Standorte aus der frühen und mittleren Kupfersteinzeit auf. Die älteste Besiedlung stammt aus dem späten 6. Jahrtausend v. Chr. (5200–5000 v. Chr.).
Die mittlere Kupfersteinzeit (4500–4000 v. Chr.) verzeichnet einen deutlichen Anstieg der Besiedlungen mit einem Schwerpunkt am westlichen Ufer der unteren Ebene des Halil Rud. Es handelt sich um kleine Siedlungen, die nahe beieinander lagen.
Für die späte Kupferzeit im 4. Jahrtausend v. Chr. (3700–3400 v. Chr.) ist eine markante Steigerung der Besiedlungen südlich von Jiroft in den Ebenen des Halil Rud und Boluk zu beobachten. Sie sind hauptsächlich über Keramiken nachgewiesen. Diese Periode war eine prägende Phase für die städtische Entwicklung in Ebene von Jiroft und eine Voraussetzung für eine eigenständige kulturelle Entfaltung im 3. Jahrtausend v. Chr.
In der frühen Bronzezeit (2900–2500 v. Chr.) explodierte die Anzahl der Besiedlungen aufgrund einer großen Zunahme der Bevölkerung mit dem eindrucksvollsten Zeugnis von Konar Sandal Süd, das der Jiroft-Kultur den Namen gegeben hat. Die beiden südlicheren Standorte Hajjiabad-Varamin und Marjan-Varamin nahmen städtische Ausmaße an. Beide Ortschaften existierten über das ganze 3. Jahrtausend v. Chr., wobei die erste Hälfte des Jahrtausends als frühe Jiroft A und die zweite Hälfte als frühe Jiroft B bezeichnet werden. Beide Ortschaften waren umgeben von anderen gebündelten Besiedlungen aus dem gleichen Zeitraum, die nach Süden zur Ebene des Flusses Boluk verfolgt werden können.
Nach der frühen Bronzezeit scheinen die Menschen die Region verlassen zu haben. Die Gründe lagen wahrscheinlich in Umweltfaktoren wie Trockenheit und Versalzung des Bodens. Während der der Herrschaft der Achämeniden scheint eine Wiederansiedlung stattgefunden haben. Sieben Siedlungen sind nachweisbar. Eine große Siedlung in dieser Zeit waren Bog Atashan 1 und 2 und eine weitere wichtige Tom-e Imam Hossein. Kleinere Siedlungen aus dieser Zeit tragen die Ausgrabungsnamen Nurabad, Kuguyeh 1 und 3, die eine zweite Verdichtung anzeigen. Die Besiedlung setzt sich in die parthische, sassanidische und frühislamische Zeit fort. Nach dem Fall der Seldschuken scheint sich die Region allmählich entvölkert zu haben und blieb dies auch bis zum Beginn der Neuzeit.

## Archäologische Standorte (Auswahl)

### Varamin
Das heutige Dorf Varamin in der Ebene von Jiroft liegt zwischen den zwei archäologischen Standorten Hajjiabad-Varamin im Süden und Marjan-Varamin im Norden. Die antiken Standorte liegen circa 1,5 km voneinander entfernt. In der späten Kupfersteinzeit und der frühen Bronzezeit war dieses Gebiet der Ebene des Halil Rud am stärksten besiedelt und Teil eines archäologischen Siedlungsnetzes, das eine Länge von 12 km und eine Breite von 7 km hat, wovon erst ein Teil erschlossen ist. An Hajjiabad-Varamin kann die kontinuierliche Entwicklung der Besiedlung vom 4. bis zum 3. Jahrtausend v. Chr. und die Entstehung des Städtebaus in der Ebene von Jiroft gezeigt werden. Für die frühe Zeit liefert es Beiträge zu den keramischen typo-chronologischen Sequenzen der Ebene von Jiroft. Die Ausgrabungsstätte Tepe Varamin wurde 2002 entdeckt und mit der Nummer 4598 als National Site Irans registriert.

#### Hajjiabad-Varamin
Hajjiabad-Varamin liegt ungefähr 6,5 km südwestlich von Konar Sandal Süd und ist eine der größten archäologischen Stätten in der Ebene von Jiroft. Es war vom frühen 4. Jahrtausend (evtl. spätes 5. Jahrtausend) bis in die zweite Hälfte des 3. Jahrtausend v. Chr. besiedelt. Es scheint seine maximale Ausdehnung in der ersten Hälfte des 3. Jahrtausends v. Chr. erreicht zu haben, als in Konar Sandal Süd die Besiedlung begann.
Die Besiedlung von Hajjiabad-Varamin hat ihren Anfang als kleine Einheit im Süden der archäologischen Stätte genommen. Die älteste Besiedlung zeichnet sich durch die spezifische Keramik Gaz Saleh aus, die nach dem modernen, nahe gelegenen Dorf im Südosten benannt ist. Die Keramik Gaz Saleh wird durch stratigrafische Untersuchungen und deren Ergebnisse als die älteste Keramik von Hajjiabad-Varamin festgelegt und ist älter als der Stil Mahtoutabad I, der auf 4200–3800 v. Chr. datiert und nach dem gleichnamigen Friedhof benannt ist, der weiter nördlich entdeckt wurde.
Der prähistorische Haupthügel von Hajjiabad-Varamin im Nordwesten hat eine maximale Höhe von 6 bis 7 m und umfasst etwa 20 Hektaren. Auf dem Hügel wurden sich kreuzende Mauern eines großen Gebäudes gefunden, das in der ersten Hälfte des 3. Jahrtausends v. Chr. errichtet wurde. Die tiefsten Schichten zeigen Zeichen von Besiedlungen von 3700 (Aliabad Periode) und 3400–3300 v. Chr. (Varamin Periode) basierend auf Ergebnissen der Radiokarbonmethode und Vergleichen der Keramiken.
Im Süden des Haupthügels wurde 2017 ein Grab mit ungefähr 90 Artefakten ausgegraben. Der gröte Teil der Materialien besteht aus Keramiken. Sechs Gegenstände basieren auf Kupfer, darunter eine Speerspitze und eine flache Axt. Das Grab wird auf das späte 4. Jahrtausend/frühe 3. Jahrtausend v. Chr. datiert. Es ist das zweite Grab, das in der Ebene von Jiroft wissenschaftlich erforscht wurde. Das erste, nicht geplünderte Grab wurde 2009 in Mahtoutabad gefunden. Auffällig an der Keramik ist das Fehlen von zeitgenössischem Material aus Uruk wie auch proto-elamischen Hinweisen im Grab. Das stellt für die gesamte archäologische Stätte von Hajjiabad-Varamin keine Ausnahme dar. Die Absenz von westlichem Material betrifft das ganze archäologische Gebiet von Hajjiabad-Varamin. Im Gegensatz dazu sind bei verschiedenen Gegenständen Einflüsse aus dem Tal des Indus feststellbar wie zum Beispiel bei der Speerspitze oder der Axt aus dem Grab. Diese kupferbasierten Artefakte gehören in den südiranischen Rahmen von Verbindungen zu Sistan und dem westlichen Rand des Dascht-e Lut. Sie zeigen – mehr noch als die Keramik – wichtige Verbindungen mit der späteren metallurgischen Tradition der frühen städtischen Welt der Indus-Kultur.
Östlich vom Haupthügel befinden sich viele Gruben aus illegalen Grabungen an einem Friedhof, deren Aushubmaterial mit Scherben von Gefäßen aus der zweiten Hälfte des 3. Jahrtausend v. Chr. durchzogen ist. Der Friedhof umfasste ursprünglich zwischen 5 und 6 Hektaren und ist durch Plünderungen teilweise völlig zerstört. Er wurde wahrscheinlich als Teil einer viel größeren und älteren Nekropole wieder besetzt, da weiter östlich weitere Gräber entdeckt wurden, die auf das späte 4. und frühe 3. Jahrtausend v. Chr. datiert sind.
Ebenfalls östlich vom Haupthügel wurde ein Gebiet festgestellt, auf dem in Werkstätten Steine bearbeitet wurden. Das Gebiet hat eine Größe von 100 × 50 m und die Werkstätten waren während der Mitte des 3. Jahrtausend v. Chr. aktiv. Es handelt sich dabei wahrscheinlich um die bisher gröte Werkstätte der Bronzezeit von Mittelasien. Die Rückstände können in verschiedene Gruppen von Keramiken angesiedelt werden. Eine Gruppe zeigt eine ähnliche Form wie die vase à la cachette aus Susa, die heute im Louvre steht. Es wird vermutet, dass diese Gruppe von Keramik Handelsverbindungen und kulturelle Einflüsse widerspiegelt, die von Susa, über Mesopotamien, Luristan, das östliche Iranische Plateau bis nach Oman reichten. Eine weitere Gruppe von Gefäßen ist auch aus Ur, Kiš, Tello, Ägypten, Bahrein, Shahdad und Baktrien bekannt.

### Konar Sandal
Der Hauptfundplatz befindet sich etwa 25 km von Dschiroft entfernt und besteht aus den zwei Hügeln Konar Sandal Nord und Süd (28° 26′ 57,7″ N, 57° 46′ 42,3″ O) mit Höhen von 13 bzw. 21 m. Die Ausgrabungsstätten sind nach der modernen Ortschaft benannt, auf deren Grund sie stehen.
Die Ausgrabungen in Konar Sandal zeigen eine Ausweitung der Besiedlung im 3. Jahrtausend v. Chr. Der Höhepunkt war die Errichtung einer hohen Zitadelle mit einem dazu gehörenden niederen Turm. Die älteste Phase in Konar Sandal Süd, der niedere Turm 1, ist auf 2900-2500 v. Chr. datiert. Sie wird mit Phase A der Jiroft-Kultur bezeichnet.
Die Zitadelle in Konar Sandal Süd enthält eine überlagerte Folge von monumentalen Strukturen aus Lehmziegeln, die von einer abgestützten Mauer mit Nischen eingeschlossen werden. Alle Strukturen werden auf 2500-2000 v. Chr. datiert und gehören in die Phase B der Jiroft-Kultur. In Verbindung mit der Zitadelle steht ein administratives Viertel, das auf 2450-2300 v. Chr. datiert ist. Es enthält eine große Menge an Lehmsiegeln, die Zugehörigkeiten zu den Siegelabdruckschichten der Königsgräber von Ur, Šuruppak, Ville Royale der Schichten 18–17 in Susa, Tepe Yahya, Shahdad und Schahr-e Suchte II zeigen. Ebenfalls aus dieser Ebene stammen eine geschnitzte Chloritplatte in der Form eines Skorpionmanns und eine beträchtliche Menge an geschnitzten grünen Weichsteinen des interkulturellen/série ancienne Stils. Die Handwerksbereiche enthalten eine große Plattform mit Tausenden von Teilen von farbigen Steinen, wie Achat, Jaspis, Lapislazuli und vielen Siegelabdrücken mit reichhaltigen Motiven.
Die Ausgrabungen in Konar Sandal Nord haben eine umfangreiche Plattform aus Lehmziegeln freigelegt, die von Lagerungen überdeckt war. Aufgrund von Messungen mit der Radiokarbonmethode wird vermutet, dass die Plattform in die Eisenzeit datiert werden muss. Die Bioarchäologie zeigt die Anwesenheit von Schafen, Ziegen, ein paar Rindern und einigen wenigen Zebus. Es wurden Gerste, Weizen, Dattelpalme und Weinreben angebaut. Die Ergebnisse der Ausgrabungen zeigen überregionale Verbindungen zu Mesopotamien, Zentralasien, dem Industal und zum Persischen Golf.

## Artefakte und Keramiken
Die Artefakte und Keramiken der Ebene des Halil Rud bestehen aus den verschiedensten Grundmaterialien. Sie sind aus Chlorit, Calcit, Aragonit und Sandstein sowie Ton, Kupfer und Bronze hergestellt. 2015 konnten während einer Untersuchung des Gebiets 148 verschiedene Keramiken unterschieden werden, basierend auf dem verwendeten Material, der Qualität des Tons, der Produktionstechnik, der Härtung, der Beschichtungstechnik, der Oberflächenbehandlung, der Dekoration, der Farben und weiteren charakteristischen Merkmalen, und chronologisch zu einem oder mehreren Zeiträumen zugeordnet werden.
Die bekannten reichverzierten Gefäße aus Chlorit können auf 2650 – 2350 v. Chr. datiert werden. Obwohl archäologisch an mehreren Fronten Fortschritte erzielt wurden, ist man derzeit (Stand 2021) nicht in der Lage, die charakteristische Keramik einem begrenzten Zeitraum für ein bestimmtes Gebiet zuzuordnen, um archäologische Schichten und Fundstellen zu datieren und zu vergleichen. Das heißt, dass es nicht möglich ist, für diese Artefakte und Keramiken einen Keramikhorizont zu definieren. Bis 2021 wurde eine einzige Scherbe eines Chlorit-Gefässes vom Typ Jiroft – wie der Stil in der Archäologie genannt wird – in einer kontrollierten archäologischen Grabung in Mahtoutabad im Jahr 2007 gefunden.

## Rohstoffe
In Iran wurde für Gefäße aus Stein vielfach gebändertes, faserig-kristallines Kalziumkarbonatgestein verwendet, das in Travertin vorkommt. Bestehend aus den Mineralien Calcit und Aragonit gestaltete sich die Verarbeitung relativ einfach. Die Mineralien sind in der Regel nicht durchscheinend und haben einen matten bis perlmuttartigen Glanz. Kontrastreiche farbige Bänder variieren von weiß bis grünlich, braun, rötlich, rosa, gelb und seltener blau. Der größte Teil der Travertin-Reserven Irans sind entlang des vulkanischen Gürtels Urumia-Dokhtar zu finden, der etwa 100 km breit ist und parallel zum Zagros-Gebirge von Nordwesten nach Südosten verläuft. In diesem geologischen Kontext sind die Stätten mit Travertin leicht von der Ebene des Halil Rud erreichbar. Dieser Reichtum an Karbonatgestein im Südosten Irans macht die Gegend für die groß angelegte Herstellung von Steingefäßen zur Versorgung des gesamten antiken Mittleren Ostens, einschließlich Mesopotamiens zu einer wahrscheinlichen Quelle dieser Rohmaterialien. Die Erschließung von weißem Karbonat findet auch noch in moderner Zeit 10 bis 15 km westlich von Jiroft statt.
In den umliegenden Bergen der Region Jiroft sind Vorkommen von Diorit, Gabbro, Chlorit und Travertin nachgewiesen und in Verbindung mit den archäologischen Ergebnissen der Besiedlungen gebracht worden.
Im Gebirge Bagh-e Borj, westlich von Jiroft, wurden Ablagerungen und Spuren von Bearbeitungen an Diorit-, Gabbro- und Chlorit-Vorkommen gefunden. Die östlich des Gebirges gelegene Ebene von Esfandagheh, die eine der größten Siedlungen der frühen Bronzezeit in der Region war, führte direkt in die Ebene von Jiroft und könnte als Verteilzentrum für Chlorit gedient haben. Weiter südlich, im Gebirge von Band-e Ziyaret, wurden reichlich Vorkommen von Diorit und Gabbro gefunden. Die Steine wurden für große Statuen von königlichen Personen in Mesopotamien im 3. Jahrtausend v. Chr. verwendet. Es wird in Betracht gezogen, dass der Südosten Irans zu dieser Zeit als Lieferant der beiden Gesteinsarten gedient haben könnte.
In den Kalmord Bergen, südwestlich von Jiroft, und ebenfalls im zentralen Teil des Bagh-e Borj fand man Vorkommen von Chlorit. Beim zweiten Standort wurden Spuren von Bearbeitungen gefunden, die aber nicht datiert werden können. In der Nähe fand man eine Siedlung, die aufgrund der Keramikfunde in die frühe Bronzezeit datiert werden kann. In der Nähe dieser Siedlung befand sich ebenfalls eine Chlorit-Mine. Es wird davon ausgegangen, dass in der Siedlung Minenarbeiter gewohnt haben. Dies wäre eine Analogie zu zwei nahegelegenen kleinen Dörfern in moderner Zeit, die in Minen Chromit abbauen. Die Standorte des Bagh Borj scheinen von der frühen Bronzezeit bis zum Partherreich wichtige Lieferanten für Chlorit gewesen zu sein. Der Standort Golnabad am nördlichen Rand der Ebene von Boluk, die südlich der Ebene von Jiroft liegt, ist auf die zweite Hälfte des 3. Jahrtausend v. Chr. datiert. In Golnabad wurden viele Fragmente von Gefäßen aus Chlorit auf der Oberfläche gefunden. Durch die Nähe zu den Chlorit-Vorkommen im Gebirge des Bagh-e Bori und seiner direkten Verbindung zur Ebene von Jiroft war Golnabad wahrscheinlich ein zentraler Ort für die Verarbeitung des Rohmaterials und den Transport zu den Städten südlich von Jiroft und zum Persischen Golf.
Östlich von Jiroft, im Gebirgszug Jebal Barez, wurde ein reichliches Vorkommen von Travertin gefunden. Über dem Vorkommen ist ein Fort aus islamischer Zeit nachgewiesen und es wäre möglich, dass bereits zur Bronzezeit das Vorkommen abgebaut worden ist, da es in unmittelbarer Nähe zur Region von Jiroft liegt. Gefäße aus diesem Gesteinsmaterial wurden in Mesopotamien nachgewiesen, zum Beispiel in den Königsgräbern von Ur. Es ist möglich, dass diese aus der Region Jiroft stammen.

## Handelsrouten
Die Distanz zwischen der Ebene des Halil Rud und der Mündung des Minab am Persischen Golf beträgt ungefähr 150 km. Der Persische Golf war zu allen Zeiten ein einflussreicher Verkehrsweg zwischen Iran, Mesopotamien und östlichen Regionen bis nach Indien. Während der frühen Bronzezeit war er eine wichtige Passage für den Handel zwischen Mesopotamien im Westen, Magan im Süden und Meluḫḫa im Osten.
Die vermuteten Handelswege, die die Ebene von Jiroft mit der Küste des Persischen Golfs verbanden, erweisen sich als Gebiete, die in prähistorischer und historischer Zeit intensiv besiedelt waren. Das Vorhandensein von regelmäßig verteilten und langlebigen Siedlungen wird als Voraussetzung für die Einrichtung stabiler und sicherer Routen angesehen. Diese Siedlungen konnten zudem als Versorgungs- und Unterkunftsstationen entlang der Korridore fungieren. Der Handelsweg Boluk-Faryab, der von Boluk über Faryab, Gulashgerd, Ziyaret-e Ali, Rudan nach Minab an die Straße von Hormus führte, entspricht diesen Kriterien und dürfte als Route zum Persischen Golf während des 3. Jahrtausends v. Chr. für den Transport der Gefäße der Jiroft-Kultur gedient haben. Wahrscheinlich hat der Weg seit der späten Kupfersteinzeit existiert, als sich Siedlungen von der Ebene von Jiroft südlich zur Ebene von Boluk ausgebreitet haben. Mit dem Zusammenbruch der Besiedlungen am Ende der Bronzezeit wurde der Korridor nicht mehr benutzt und war bis zur Eisenzeit inaktiv. Erst im achämenidischen Zeitraum wurde er wiederbelebt.

## Inschriften

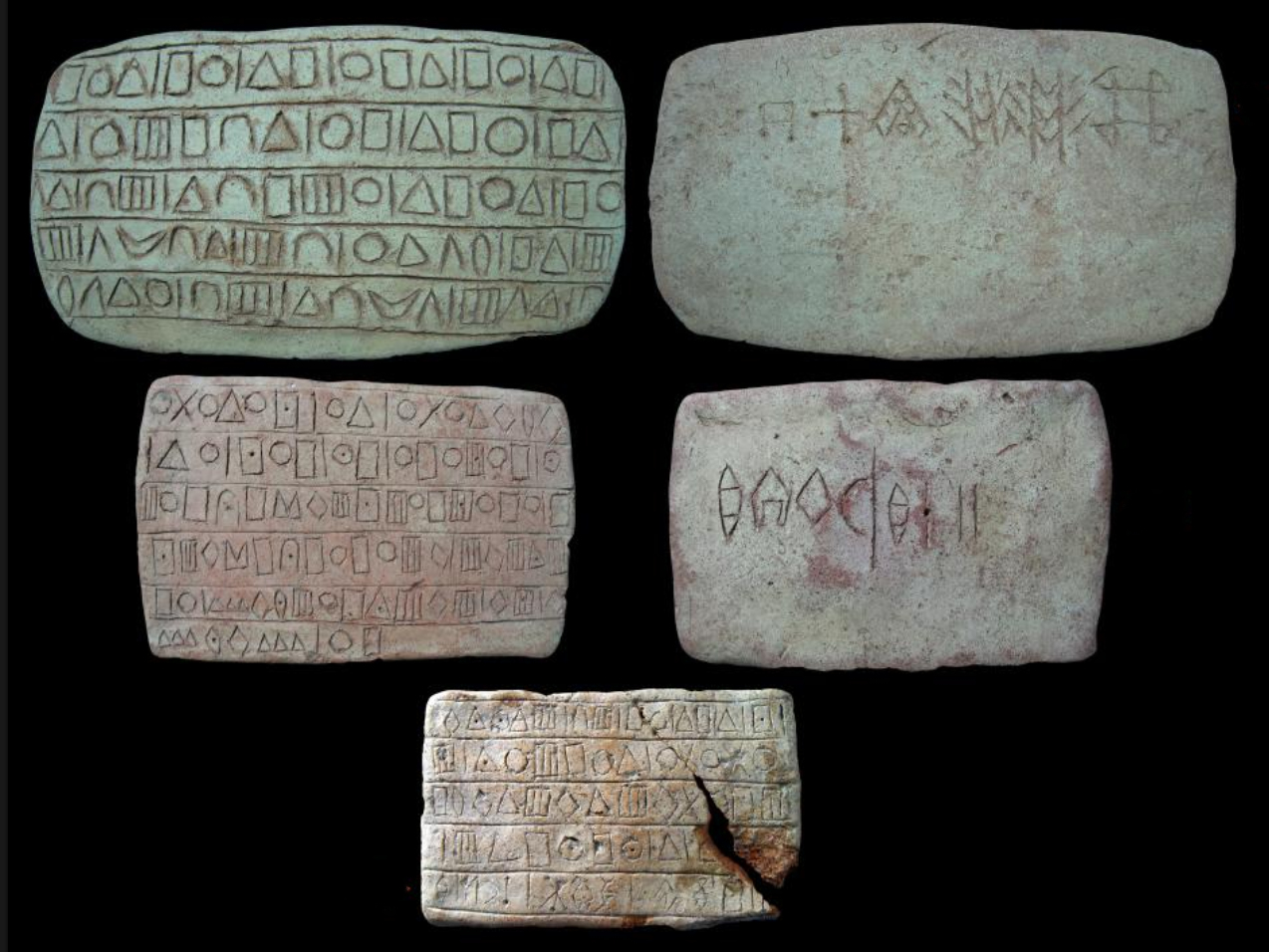
Tontafeln mit zwei verschiedenen Schriften. Oben links α, rechts B', in der Mitte links β, rechts C', unten γ/D'. Das Fragment E' fehlt

In Konar Sandal Süd wurden vier gebrannte Tontafeln mit Inschriften gefunden, eine am Eingang der Zitadelle (Koordinaten Konar Sandal Süd, Tontafel E') und drei nördlich davon in einem privaten Garten (Koordinaten Konar Sandal Süd, Tontafel B'–D'/α–γ). Die drei Tontafeln enthalten zwei verschiedene Schriften, wovon die eine die bereits bekannte elamische Linearschrift ist und die zweite, die mit Geometrische Schrift bezeichnet wird, bisher unbekannt war.
| Tontafel | Elamische Linearschrift | Elamische Linearschrift | Geometrische Schrift | Geometrische Schrift | Datierung (v. Chr.) | Funddatum | Publikation |
| Tontafel | Bezeichnung             | Zeilen/Zeichen          | Bezeichnung          | Zeilen/Zeichen       | Datierung (v. Chr.) | Funddatum | Publikation |
| -------- | ----------------------- | ----------------------- | -------------------- | -------------------- | ------------------- | --------- | ----------- |
| 1        | B'                      | 1/6                     | α                    | 5/94                 | ca. 2300–2100       | 2006      | 2011        |
| 2        | C'                      | 1/7                     | β                    | 6/97                 | ca. 2300–2100       | 2006      | 2011        |
| 3        | D'                      | 1/9                     | γ                    | 4/63 (65)            | ca. 2300–2100       | 2001      | 2011        |
| 4        | E'                      | 1/4                     |                      |                      | ca. 2500 (?)        | 2005      | 2011        |

Die Inschrift E’ befindet sich auf einem Ziegelstein-Fragment mit einer Breite von 3 bis 3,5 cm und der Höhe eines Zeichens. Das Fragment wurde im Rahmen einer Ausgrabung 2005 am Eingang der Zitadelle in Konar Sandar Süd gefunden. Die Tontafel mit den Inschriften D’/γ wurde von einem Dorfbewohner 2001 in seinem Garten gefunden und dem archäologischen Team übergeben. Die Tontafel hat die Maße 11,5 × 7 × 1,8 cm. Nach einer Grabung im gleichen Garten wurden die Tontafeln mit den Inschriften B’/α mit den Maßen 18 × 10 × 2,2 cm und die Tontafel mit den Inschriften C’/β mit den Massen 13,5 × 8,5 × 2,2 cm in einer Tiefe von 1,10 m gefunden. Drei der vier Tontafeln befinden sich im Jiroft Museum und die vierte wird im Kerman Museum aufbewahrt.
Die elamische Linearschrift der Inschriften B’, C’ und D’ enthält 19 verschiedene Zeichen. Zwei davon waren im Korpus der elamischen Linearschrift noch nicht enthalten. Die Inschrift E’ hat ähnliche Zeichen wie die elamische Linearschrift, unterscheidet sich aber in den Details.
Die Geometrische Schrift enthält insgesamt 254 (256 mit ergänzten Zeichen). Es gibt 19 verschiedene Zeichen. Ungefähr 78 Prozent aller Texte bestehen aus fünf Zeichen: ein Quadrat, ein Kreis, ein Dreieck, ein Gitter und ein vertikaler Strich. Da die Geometrische Schrift keine Verbindungen zu anderen Schriften zeigt, ist ein systembasierter Ansatz über Vergleiche nicht möglich. Wenn die Tontafeln eine phonetische Sprache wiedergäben, dann wäre der wahrscheinlichste Kandidat die elamische Sprache, die über die elamische Linearschrift und die Keilschrift dokumentiert ist.
Die Tontafeln gehören zu einem einzigartigen und möglicherweise privaten Archiv. Die Inhalte enthalten wahrscheinlich keine wirtschaftlichen Informationen, da sie keine Ziffern enthalten, die durch ein additives Ziffernsystem dargestellt wären. Es wird vermutet, dass es sich bei der elamischen Linearschrift um Personennamen handelt. Für die Geometrische Schrift sind bezüglich des Inhaltes keine Aussagen möglich.
Die beiden Schriften stellen nach der einen Interpretation eine fünf-stufige Entwicklung (α → β → E’ → γ/D’ → B’ und C’) Richtung elamischer Linearschrift dar. Eine andere Auslegung interpretiert die beiden Schriften als zeitgenössisch, verschieden und ohne genetische Verbindung zueinander. Sie sind wahrscheinlich älter als die elamischen Linearschriften aus Susa, die Puzur-Inšušinak zugeschrieben werden und auf 2100–2000 v. Chr. datiert sind. Nach vorsichtigen Schätzungen ist die Zeit der Verwendung der elamischen Linearschrift wahrscheinlich zwischen der Mitte des 3. Jahrtausends v. Chr. und dem Beginn des zweiten Jahrtausends anzusetzen und nicht nur auf die Epoche von Puzur-Inšušinak beschränkt.
Für die Datierung und Echtheit der Inschriften wurden immer wieder Zweifel geäußert, zuletzt 2023 von Jacob L. Dahl, Professor der Oxford University. Demgegenüber wird daran erinnert, dass drei der vier Tontafeln aus kontrollierten archäologischen Grabungen stammen, die von vielen Personen und den bekannten Archäologen Massimo Vidale und Holly Pittman bezeugt wurden. Es wird darauf hingewiesen, dass für eine eindeutige Datierung der Tontafeln keine Thermolumineszenzdatierung durchgeführt worden war. Über die Grabungsschichten von Konar Sandal Süd können sie aber auf die 2. Hälfte des 3. Jahrtausends v. Chr. festgelegt werden.

## Forschungsgeschichte
Die Ebene von Jiroft wurde erstmals von Aurel Stein 1932 erkundet, der 1937 einen archäologischen Bericht über die Spuren alter Siedlungen und die vielen Gefäßfragmente der Ebene verfasste.
Moderne Untersuchungen in Kerman begannen 1984 mit Seyed Mansur Seyed Sajjadi. Es folgte 2002 eine Wanderstudie von zwei Archäologen und einem Topographen. und 2004 eine Dissertation von H. Chubak über die alte Stadt Jiroft. In fünf Kampagnen, die zwischen 2003 und 2007 stattfanden, wurden unter der Leitung von Yousef Madjidzadeh Grabungen in Konar Sandal Nord und Konar Sandal Süd durchgeführt. Es folgte eine Untersuchung und Grabungen in Mahtoutabad (2007–2009) und in Hajjiabad-Varamin. Die Ausgrabungen fanden im Rahmen einer Zusammenarbeit der Universitäten von Teheran und Jiroft, dem ICHHTO, der Universität von Padua, dem International Association for Mediterranean and Oriental Studies (ISMEO) und der Universität Tübingen statt.
In vier Kampagnen, die 2015 bis 2018 stattfanden, führten die Universität Tübingen und das Iranian Centre of Archaeological Research (ICAR) unter der Leitung von Peter Pfälzner and Nader Alidadi Soleimani ein neues archäologisches Projekt in der Region von Jiroft namens SOJAS (South-of-Jiroft Archaeological Survey) durch. Eine systematische archäologische, geographische und geologische Studie wurde über ein großes Gebiet ausgeführt. Es umfasste das Einzugsgebiet Halil Rud und mehrere Ebenen südlich davon. Im Fokus stand eine vollständige Chronologie der Besiedlungen vom Neolithikum bis zu den islamischen Perioden, um ein besseres Verständnis vom interregionalen Austausch und der Kommunikationswege zwischen dem Einzugsgebiet des Halil Rud und den benachbarten Regionen zu erhalten. Um Aussagen über die Handelsrouten zu machen, wurde ausgehend von den zeitübergreifenden Besiedlungen das dichte Netz an Karawanenrouten in den Gegenden von Boluk, Faryab, Kahnuj und Manujan untersucht, das den geographischen Korridor zum Persischen Golf anzeigt.